# Vladimir Jovanović
Vladimir Jovanović, crnogorski novinar, rođen 1971. godine, diplomirao politologiju na Fakultetu političkih znanosti. 
Bio je 1990-ih beogradski dopisnik tjednika Monitor  iz Podgorice. Obrađivao vojno-političke i druge teme, uključujući agresije na Hrvatsku i Bosnu i Hercegovinu.
Bio je vojno-politički komentator tjednika NIN, magazina Intervju, specijalizirane agencije na engleskom jeziku V.I.P. news service, te, u to vrijeme, jedinog neovisnog srpskog dnevnog lista Naša Borba iz Beograda.
U svojim je tekstovima razotkrivao logističke i obavještajne veze koje su Vojska Republike Srpske i Srpska vojska Krajine sustavno održavale sa službenim Beogradom i tamošnjim vojnim stožerom (Vojska Jugoslavije).
Prvi je u tadašnjoj Saveznoj Republici Jugoslaviji objavio sistematizirane činjenice o povećanju borbenih sposobnosti Hrvatske vojske i Armije Republike Bosne i Hercegovine i prognozirao kraj vojne dominacije Srba.
U veljači 2007. godine MUP Crne Gore uhitio ga je po nalogu Suda u Hagu s namjerom da bude krunski svjedok u završnici procesa majoru JNA Veselinu Šljivančaninu, ali je Jovanović odbio svjedočiti.
Autor knjiga: 
- Petrovdanski sabor 1941.
- Srce tame: Uloga Vlade Crne Gore u ratnoj 1991. godini
- Crnogorska pravoslavna crkva između Petrograda i Carigrada (1766. – 1918.)

## Vanjske poveznice
- Nezavisne vijesti  Arhivirana inačica izvorne stranice od 9. lipnja 2008. (Wayback Machine)
- Vladimir Jovanović: DOKUMENT: CIA još 1990. procijenila – Crna Gora će biti nezavisna! , Antena M portal, 1. listopada 2016. (crnogorski)